# Pallanuoto ai campionati mondiali di nuoto 2013
I tornei di pallanuoto dei campionati mondiali di nuoto 2013 si sono svolti dal 21 luglio al 3 agosto.
Il torneo maschile, giunto alla XV edizione, è partito il 22 luglio e si è concluso il 3 agosto, mentre l'XI edizione di quello femminile si è disputato dal 21 luglio al 2 agosto.
Le squadre partecipanti erano 16 per ciascuno dei due tornei. Tutte le gare si sono svolte nella piscina scoperta degli impianti delle Piscinas Bernat Picornell, già sede dei Mondiali 2003 e delle Olimpiadi 1992.

## Calendario
| ● | Turno preliminare | ● | Ottavi | ● | Quarti | ● | Semifinali | ● | Finali |

|           | Luglio/Agosto 2013 |    |    |    |    |    |    |    |    |    |    |    |    |    |
| Torneo    | 21                 | 22 | 23 | 24 | 25 | 26 | 27 | 28 | 29 | 30 | 31 | 01 | 02 | 03 |
| Maschile  |                    | ●  |    | ●  |    | ●  |    | ●  |    | ●  |    | ●  |    | ●  |
| Femminile | ●                  |    | ●  |    | ●  |    | ●  |    | ●  |    | ●  |    | ●  |    |

## Squadre partecipanti
Il sorteggio dei gironi preliminari è stato effettuato a partire dalle ore 12:00 del 24 febbraio 2013 negli studi di Barcellona della TVE.

### Torneo maschile
| Area                   | Evento                                     | Posti | Date                         | Sede      | Qualificate                       |
| ---------------------- | ------------------------------------------ | ----- | ---------------------------- | --------- | --------------------------------- |
| FINA World League 2012 | FINA World League 2012                     | 2     | 12 - 17 luglio 2012          | Almaty    | Croazia Spagna                    |
| Giochi olimpici 2012   | Giochi olimpici 2012                       | 4     | 29 luglio - 12 agosto 2012   | Londra    | Italia Serbia Montenegro Ungheria |
| Paese ospitante        | -                                          | 1     | -                            | -         | Australia                         |
| Europa                 | Europei 2012                               | 3     | 16 - 29 gennaio 2012         | Eindhoven | Germania Grecia Romania           |
| Americhe               | UANA Water Polo Qualification Championship | 2     | 30 gennaio - 3 febbraio 2013 | Calgary   | Canada Stati Uniti                |
| Asia                   | Campionati asiatici 2012                   | 2     | 19 - 25 novembre 2012        | Dubai     | Cina Kazakistan                   |
| Africa                 | -                                          | 1     | -                            | -         | Sudafrica                         |
| Oceania                | -                                          | 1     | -                            | -         | Nuova Zelanda                     |

### Torneo femminile
| Area                   | Evento                                   | Posti | Date                         | Sede      | Qualificate                      |
| ---------------------- | ---------------------------------------- | ----- | ---------------------------- | --------- | -------------------------------- |
| FINA World League 2012 | FINA World League 2012                   | 2     | 29 maggio - 3 giugno 2012    | Changshu  | Stati Uniti Australia            |
| Giochi olimpici 2012   | Giochi olimpici 2012                     | 4     | 30 luglio - 9 agosto 2012    | Londra    | Spagna Ungheria Cina Russia      |
| Paese ospitante        | -                                        | 1     | -                            | -         | Italia                           |
| Europa                 | Europei 2012                             | 3     | 18 - 28 gennaio 2012         | Eindhoven | Grecia Paesi Bassi Gran Bretagna |
| Americhe               | UANA Water Polo Qualification Tournament | 2     | 30 gennaio - 3 febbraio 2013 | Calgary   | Canada Brasile                   |
| Asia                   | Campionati asiatici 2012                 | 2     | 19 - 25 novembre 2012        | Dubai     | Kazakistan Uzbekistan            |
| Africa                 | -                                        | 1     | -                            | -         | Sudafrica                        |
| Oceania                | -                                        | 1     | -                            | -         | Nuova Zelanda                    |

## Arbitri
La FINA ha selezionato i seguenti arbitri per la direzione delle gare dei due tornei:
- Petar Abramović
- Adrian Alexandrescu
- Alan Balfanbayev
- Axel Bender
- Mario Bianchi
- Sergio Borrell
- João Cardenuto
- Amber Drury
- Daniel Flahive

- Toshio Fukumoto
- Hatem Gaber
- Nenad Golijanin
- Radosław Koryzna
- Boris Margeta
- Ian Melliar
- German Moller
- Sergej Naumov

- Ni Shiwei
- Nenad Peris
- Gideon Reemnet
- Masoud Revzani
- Georgios Stavridis
- Manol Taylan
- Doriel Terepenka
- Gábor Vogel